# Голиаф 2
«Голиаф 2» (англ. Goliath II) — американский короткометражный мультфильм студии Walt Disney Productions, премьера которого состоялась 21 января 1960 года перед полнометражным фильмом «Тоби Тайлер». Это первая короткометражка студии, в которой полностью используется метод электрографии, позволяющий с помощью ксерокса переводить рисунки на целлулоид.

## Сюжет
Мультфильм повествует о крошечном индийском слонёнке по имени Голиаф 2, который ростом был всего несколько дюймов. Из-за ничтожного роста его отец, самый большой слон в округе, не замечает его. Голиаф 2 всячески пытается обратить внимание отца на себя. У слонёнка случается множество неприятностей. Злобный тигр Раджа пытается съесть его, но мать-слониха приходит сыну на помощь. Элоиз, одна из слоних в стаде, едва не  наступает на него. Позже, Голиафа 2 пытается атаковать крокодил, но мама вновь его спасает.
Однажды, когда стадо слонов маршировало по джунглям, Голиаф 2 пошёл за улитками и пропал. Обнаружив пропажу, мать-слониха кидается его искать и  спасает его из лап  тигра Раджи. В наказание за непослушание, Голиафа 2 сажают в птичье гнездо. Слонёнку становится обидно, что с ним обращаются, как с маленьким. Ночью он решает сбежать из стада, но снова попадает к Радже. На этот раз мать-слониха зашвыривает Раджу прямо в пасть крокодилу; хоть тому и  удаётся сбежать, его больше уже не видели. После этого, мать шлёпает Голиафа 2 за попытку сбежать из стада. Вдобавок, его отец почувствовал себя опозоренным своим сыном.
На другой день, слоны вновь маршируют, но натыкаются на Мышь. Все слоны, в том числе отец Голиафа 2,  пугаются. Мышь злорадно наслаждается их испугом, но с удивлением обнаруживает, что Голиаф 2 не боится. Мышь угрожает ему, что если он не уберётся на счёт три, она его побьёт. Когда этого не происходит, между Голиафом 2 и Мышью завязывается драка, но когда Голиаф 2 поднимает Мышь над обрывом, то внизу  в воде поджидал добычу голодный крокодил. Мышь сдаётся и признаёт победу Голиафа 2. Голиаф 2 отпускает её, и с тех пор становится самым почитаемым слоном в стаде.

## Роли озвучивали
- Стерлинг Холлоуэй — рассказчик
- Дж. Пэт О’Мэлли — Голиаф 1 (в титрах не указан)

## Создатели
- Режиссёр Вольфганг Райтерман
- Сюжет Билл Пит
- Режиссёр-аниматор Джон Лаунсбери
- Аниматоры персонажей Хэл Кинг, Клифф Нордберг, Джон Сибли, Эмби Паливода, Эрик Клеворт, Блэйн Гибсон, Билл Кейл, Дик Лукас
- Стилизация цвета Ральф Хьюлетт
- Фоны Ричард Х. Томас, Гордон Легг, Тельма Уитмер
- Лэйаут Бэзил Дэвидович, Венс Джерри, Коллин Кэмпбелл
- Композитор Джордж Брунс